# Pteropus medius
El zorro volador de la India (Pteropus medius, antes Pteropus giganteus) es un murciélago cuyo cuerpo mide unos 30 centímetros de longitud y llega a tener una envergadura alar de 120 cm. Pesa en promedio 800 g. El pelo tiene tonos castaño rojizos, pardos y negruzcos, más claros en la parte inferior.
Se distribuye en India, Bangladés, sur de la China, Maldivas, Nepal, Pakistán y Sri Lanka.  Se venden entre 1000 Libras en el mercado negro. Algunos japoneses y 
chinos usaban su cabeza en el año 1500 para curar el Mal de ojo, se les cortaba la cabeza, usaban sus alas y las afilaban para ser usadas en guerras.
Vive en bosques, en los que se alimenta de fruta. Su actividad es nocturna desplazándose a zonas cultivadas, donde pueden causar graves daños. Durante el día permanecen colgados de los árboles siendo muy patente su presencia. Conforman grupos jerárquicos. Las hembras se alejan antes del parto y las crías permanecen bajo las alas de la madre durante cinco meses.